# Майер, Томас (дирижёр)
Томас Майер (нем. Thomas Mayer; 2 сентября 1907, Новавес, ныне в составе Потсдама — 20 марта 2002, Клостернойбург) — немецкий дирижёр. Сын Карла Леопольда Майера, вицебургомистра Потсдама и поэта.
В 1926—1927 гг. изучал в Берлинском университете физику и музыковедение и в Берлинской академии музыки дирижирование (у Юлиуса Прювера и Вальтера Гмайндля). С 1929 г. работал корепетитором в Бойтене, затем в 1931—1933 гг. в Лейпцигской опере. Из-за еврейского происхождения после прихода к власти нацистов в 1933 году покинул Германию и на протяжении пяти лет работал в немецких театрах в Чехословакии — в Теплице, Мосте и Усти-над-Лабем. После аннексии Судетского края бежал из Европы и провёл практически всю профессиональную карьеру за её пределами.
До 1965 года работал на американском континенте. Первые пять лет провёл в Буэнос-Айресе как ассистент дирижёра в Театре «Колон» (при Эрихе Кляйбере и Фрице Буше). Затем провёл сезон в Сантьяго, дирижируя программой немецких опер. В 1945—1947 гг. дирижёр государственного оркестра Монтевидео, как приглашённый дирижёр исполнил в Театре «Колон» ораторию Артюра Онеггера «Жанна д’Арк на костре». В 1947—1948 гг. работал в США, сперва как ассистент Фрица Буша в Метрополитен, затем в Летней опере Цинциннати. В 1949—1950 гг. в Каракасе, где в течение сезона руководил Симфоническим оркестром Венесуэлы и дирижировал латиноамериканской премьерой оперы Рихарда Вагнера «Тристан и Изольда» с Кирстен Флагстад в главной партии. Затем работал преимущественно в США и Канаде, около 1950 г. получил гражданство США. В 1955—1957 гг. руководил оркестром и оперой в Галифаксе, в 1957—1960 гг. главный дирижёр Оттавского симфонического оркестра, покинул Оттаву в связи с роспуском коллектива. Ненадолго вернулся в Германию, но уже в 1963 г. занял должность профессора в консерватории Университета Цинциннати.
В 1965 году возглавил Западно-Австралийский симфонический оркестр, затем в 1970—1974 гг. главный дирижёр Тасманийского симфонического оркестра. Как приглашённый дирижёр работал также в Мельбурне, Сиднее и Новой Зеландии. В 1974 г. вышел на пенсию и поселился в Австрии в городе Куфштайн. На протяжении последующих десяти лет временами дирижировал благотворительными концертами в Берлине, однако после 1984 г. был вынужден отказаться от этого из-за потери слуха. С 1990 г. был женат вторым браком на бывшей оперной певице Анне Грушовской.